# Опара, Ежи
Ежи Януш Опара (пол. Jerzy Janusz Opara; 21 августа 1948, Варшава) — польский гребец-каноист, выступал за сборную Польши на всём протяжении 1970-х годов. Серебряный призёр летних Олимпийских игр в Монреале, дважды серебряный и дважды бронзовый призёр чемпионатов мира, победитель многих регат национального и международного значения.

## Биография
Ежи Опара родился 21 августа 1948 года в Варшаве. Активно заниматься греблей начал в раннем детстве, проходил подготовку в столичном спортивном клубе «Скра».
Первого серьёзного успеха на взрослом международном уровне добился в 1970 году, когда попал в основной состав польской национальной сборной и побывал на чемпионате мира в Копенгагене, откуда привёз награду серебряного достоинства, выигранную в зачёте одиночных каноэ на дистанции 1000 метров. Благодаря череде удачных выступлений удостоился права защищать честь страны на летних Олимпийских играх 1972 года в Мюнхене — среди одноместных каноэ на километровой дистанции сумел дойти до финальной стадии, но в решающем заезде финишировал только девятым.
В 1973 году Опара выступил на чемпионате мира в финском Тампере, где на пятистах метрах стал бронзовым призёром в двойках. В следующем сезоне на мировом первенстве в Мехико в двойках на тысяче метрах получил серебряную медаль. Будучи одним из лидеров гребной команды Польши, благополучно прошёл квалификацию на Олимпийские игры 1976 года в Монреале — на сей раз вместе с напарником Анджеем Гроновичем завоевал серебро в полукилометровой гонке двоек, пропустив вперёд только советский экипаж Сергея Петренко и Александра Виноградова. Также они с Гроновичем стартовали на километре, но здесь финишировали в финале лишь четвёртыми, немного не дотянув до призовых позиций.
После монреальской Олимпиады Ежи Опара остался в основном составе польской национальной сборной и продолжил принимать участие в крупнейших международных регатах. Так, в 1977 году на чемпионате мира в болгарской Софии он добавил в послужной список бронзовую медаль, добытую в двойках на тысяче метрах. Вскоре по окончании этих соревнований принял решение завершить спортивную карьеру, уступив место в сборной молодым польским гребцам.